# Saipa FC
Saipa Alborz Football Club is een Iraanse voetbalclub uit Karaj. De club werd opgericht op 1 februari 1989 en is in handen van autofabrikant SAIPA. De thuiswedstrijden worden in het Enghelabstadion gespeeld, dat plaats biedt aan 20.000 toeschouwers. De clubkleuren zijn oranje-wit.

## Geschiedenis
SAIPA besloot in 1989 een voetbalelftal op te richten. Het kocht een team dat speelde in de vierde divisie van Tehran en hernoemde het naar Saipa FC. Na twee jaar onder deze naam gespeeld te hebben was het team gepromoveerd naar de tweede divisie. Vervolgens nam het deel aan de hoogste divisie van de lokale competitie in Tehran en won het zowel het kampioenschap als het bekertoernooi. Ook in 1994, vijf jaar na oprichting, werd de competitie gewonnen. Sindsdien was Saipa FC een gemiddelde waarde in de competitie, vaak eindigend in de middelste regionen van de ranglijst. Vanaf het seizoen 2001/2002 neemt de club deel aan de Iran Pro League, de hoogste voetbalcompetitie van Iran. In het seizoen 2005/2006 eindigde Saipa als derde, achter PAS Tehran FC en Esteghlal FC. In 2006 tekende voormalig Iraans international Ali Daei een contract bij de club, net als de Duitse coach Werner Lorant. Door een tegenvallend begin van het seizoen 2006/2007 werd Lorant vroeg in het jaar ontslagen en nam Daei de taak als coach op zich. Dit resulteerde in de eerste kampioenstitel voor Saipa in de Iran Pro League, daar waar in 1994 en 1995 de Azadegan League was gewonnen. In 2008, met Daei nu als fulltime coach, bereikte Saipa de kwartfinales van de AFC Champions League.

## Erelijst
Nationaal
- Landskampioen
  - Winnaar (7): 1994, 1995, 2007
- Hazfi Cup
  - Winnaar (1): 1995

Internationaal
- Champions League
  - Kwartfinales (1): 2008

## Bekende (oud-)spelers
- Rahman Ahmadi
- Ali Daei
- Jalal Hosseini